# Риџли (Мисури)
Риџли (енгл. Ridgely) град је у америчкој савезној држави Мисури.

## Демографија
По попису из 2010. године број становника је 104, што је 40 (62,5%) становника више него 2000. године.
| Група             | 2000.      | 2010.        |
| Белци             | 59 (92,2%) | 104 (100,0%) |
| Афроамериканци    | 0 (0,0%)   | 0 (0,0%)     |
| Азијати           | 0 (0,0%)   | 0 (0,0%)     |
| Хиспаноамериканци | 5 (7,8%)   | 0 (0,0%)     |
| Укупно            | 64         | 104          |